# Gare du Mans-Hôpital-Université
Pour les articles homonymes, voir Gare de l'Université.
La gare du Mans-Hôpital-Université est une gare ferroviaire française située sur le territoire de la commune du Mans, dans le département de la Sarthe, en région Pays de la Loire.
Son ouverture est effectuée le 28 août 2023. Elle est desservie par des trains régionaux du réseau TER Pays de la Loire.

## Situation ferroviaire

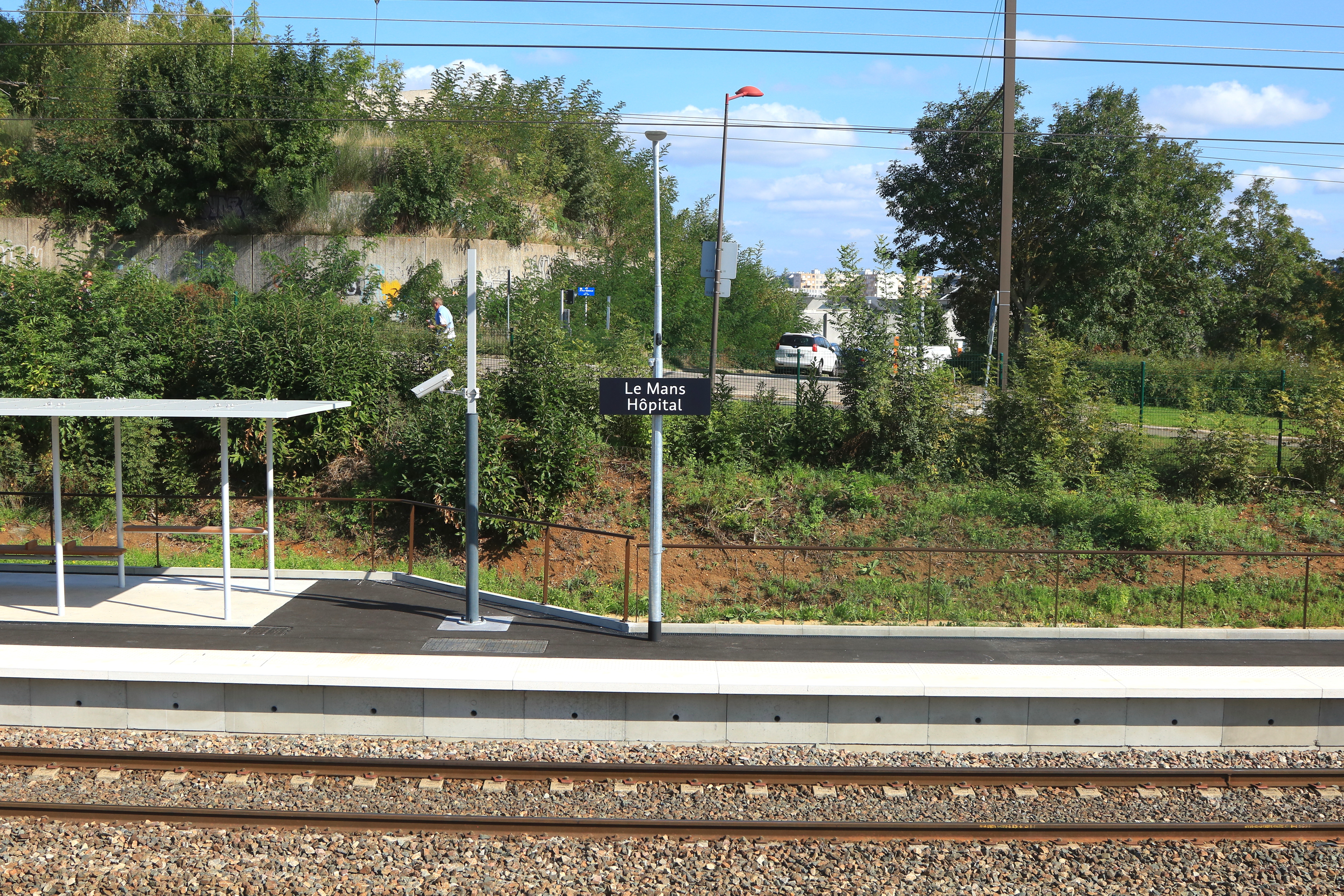
Vue du quai de la voie 2 (desservi par les trains à destination du Mans).

La gare du Mans-Hôpital-Université est située sur la ligne de Paris-Montparnasse à Brest, qui est à cet endroit en tronc commun avec la ligne du Mans à Mézidon, entre les points kilométriques (PK) 213 et 214. Sur la ligne de Paris-Montparnasse à Brest, elle s'intercale entre les gares ouvertes du Mans et de Domfront, cette dernière étant précédée par la gare fermée de La Milesse - La Bazoge. Sur la ligne du Mans à Mézidon, elle s'intercale entre les gares du Mans et de Neuville-sur-Sarthe.

## Histoire

### Chronologie
- 2012 à 2013 : études de faisabilité[1] ;
- 2017 à 2018 : études d'avant-projet[1] ;
- 17 septembre au 19 octobre 2018 : concertation[1] ;
- Octobre 2021 : début des travaux[2] ;
- 28 août 2023 : Mise en service[3].

### Descriptif du projet
La future halte se trouverait à proximité immédiate du Centre hospitalier du Mans, 1re zone d'emploi de la Sarthe avec 4 500 salariés, et à environ 1 km de l'université du Mans, avec 11 000 étudiants et 1 200 salariés. Elle serait fréquentée entre 280 et 450 montées et descentes par jour, selon les études de faisabilité de 2012. Elle serait en correspondance avec la ligne T1 du tramway, à la station Hôpital. Elle permettrait ainsi un accès direct à l'hôpital et plus rapide à l'université, notamment pour les usagers des lignes TER Laval ou Alençon – Le Mans, nécessitant de récupérer le tramway à la gare du Mans, faisant ainsi un détour chronophage.
L'ensemble du projet est estimé à 8 millions d'euros, pris en charge par l'État (16 %), la Région des Pays de la Loire (42 %) et Le Mans Métropole (42 %). Il prévoit pour le maitre d'ouvrage SNCF Réseau, la création des quais, des accès et des clôtures ainsi que la modification de la signalisation, de la voie et des caténaires, avec notamment le déplacement de la section de séparation 1,5 kV CC / 25 kV – 50 Hz, qui sera rapprochée de la gare du Mans. Pour le maitre d'ouvrage SNCF Gares & Connexions, le projet prévoit l'aménagement des quais (signalétique, mobilier, sonorisation, etc.) et pour le maitre d'ouvrage Le Mans Métropole, l'aménagement du parvis, des cheminements piétonniers et un parking d'une vingtaine de places et d'une consigne à vélos de 18 places. Aucun nouvel ouvrage de franchissement des voies ferrées n'est prévu, le site disposant déjà d'un passage souterrain au sud (trémie de l'avenue Rubillard créé à la suite de la suppression du PN 109) et d'une passerelle au nord permettant de relier l'hôpital à son parking.
SNCF Réseau est le maitre d'ouvrage du projet, qui est inscrit au contrat de plan État-Région 2015-2020.

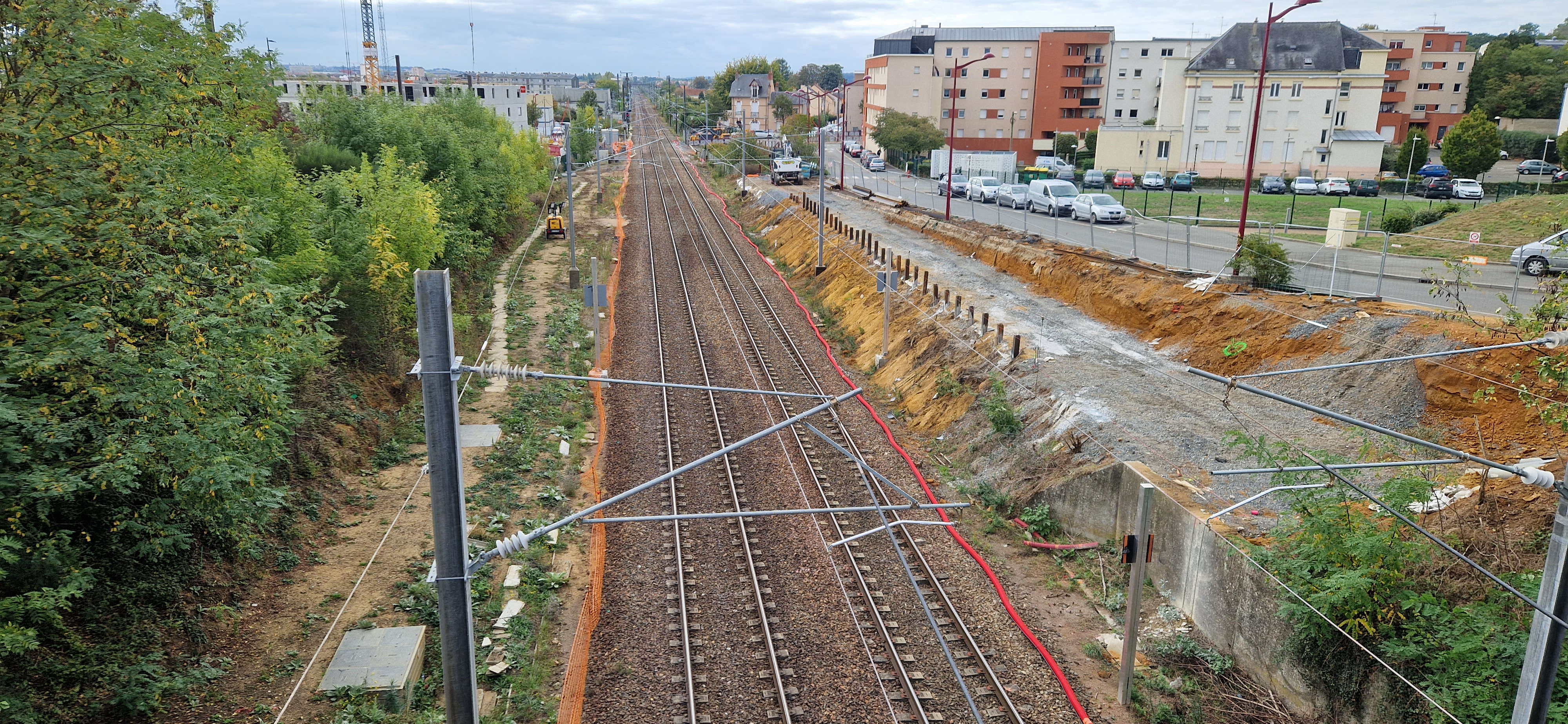
Chantier de la halte, en octobre 2022.

Les travaux devraient commencer au début de l'année 2021 pour une ouverture durant l'année 2023. Finalement, ils commencent en octobre 2021 par des modifications sur la caténaire. La mise en service est désormais prévue à la fin de l'été 2023. En 2022, durant le week-end de l'ascension, le trafic est interrompu durant 72 heures pour permettre le déplacement de 300 mètres de la section de séparation 1 500 V / 25 kV nécessaire pour la construction des quais de la halte.
La mise en service de la halte, sous le nom « Le Mans-Hôpital-Université », est effectuée le 28 août 2023 (comme prévu à l'origine).

### Desserte envisagée
Au début de la phase des études d'avant projet, en 2017, la desserte envisagée est de 5 allers-retours Alençon – Le Mans – Château-du-Loir, couplés avec 10 allers-retours entre Alençon et Le Mans, auxquels s'ajouteraient 3 allers-retours Laval – Le Mans. Cette dernière est jugée insuffisante par les participants à la concertation qui s'est déroulée en 2019.
La desserte prévue à la mise en service est finalement 25 allers-retours par jour.

## Service des voyageurs

### Accueil
Le Mans-Hôpital-Université est un point d'arrêt non géré, équipé d'un distributeur de titres de transport TER.

### Desserte

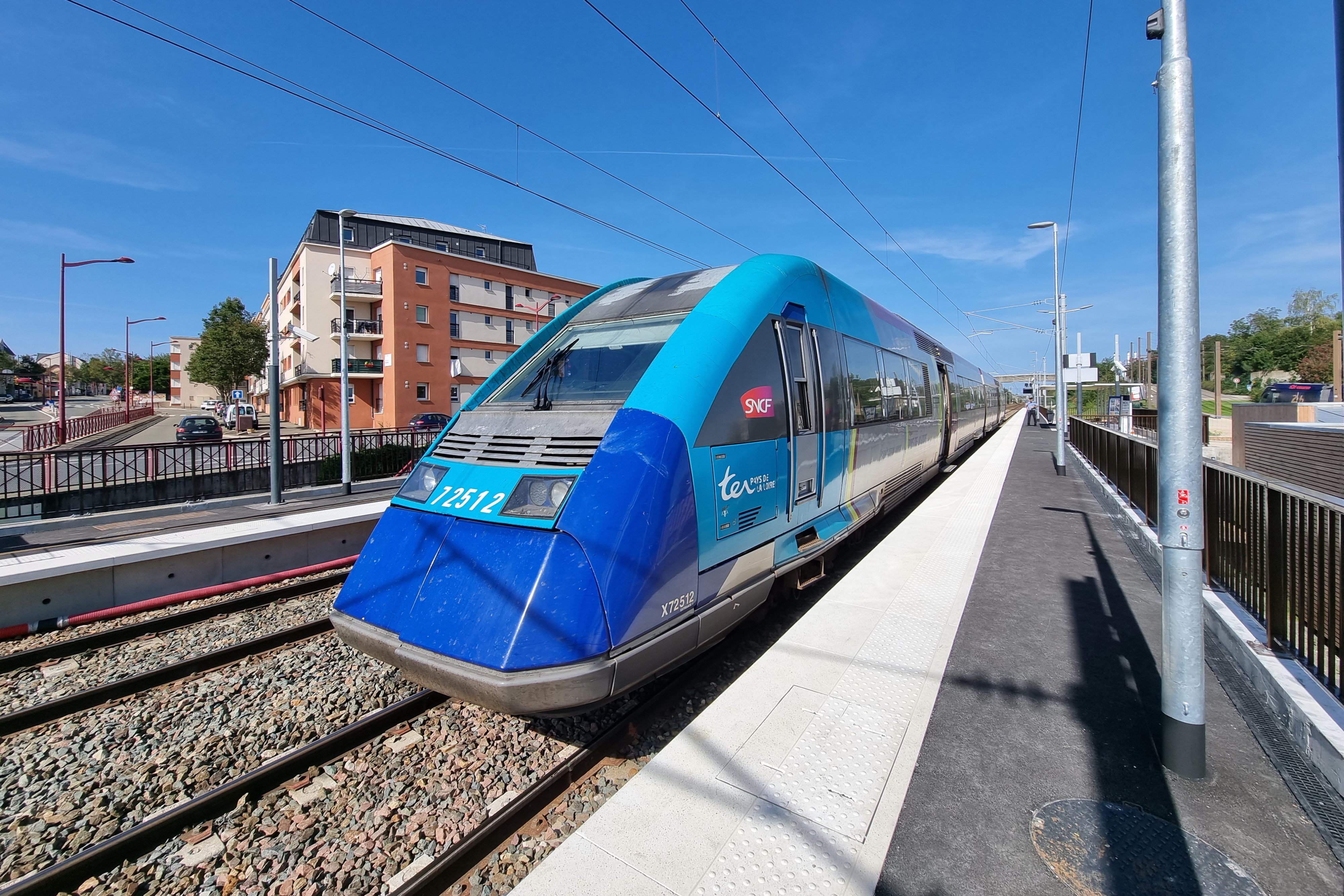
Un TER Pays de la Loire Alençon – Le Mans desservant la halte.

La halte est desservie par des trains TER Pays de la Loire, circulant principalement entre Laval et Le Mans, d'une part, et entre Alençon et Le Mans voire Château-du-Loir, d'autre part.

### Intermodalité

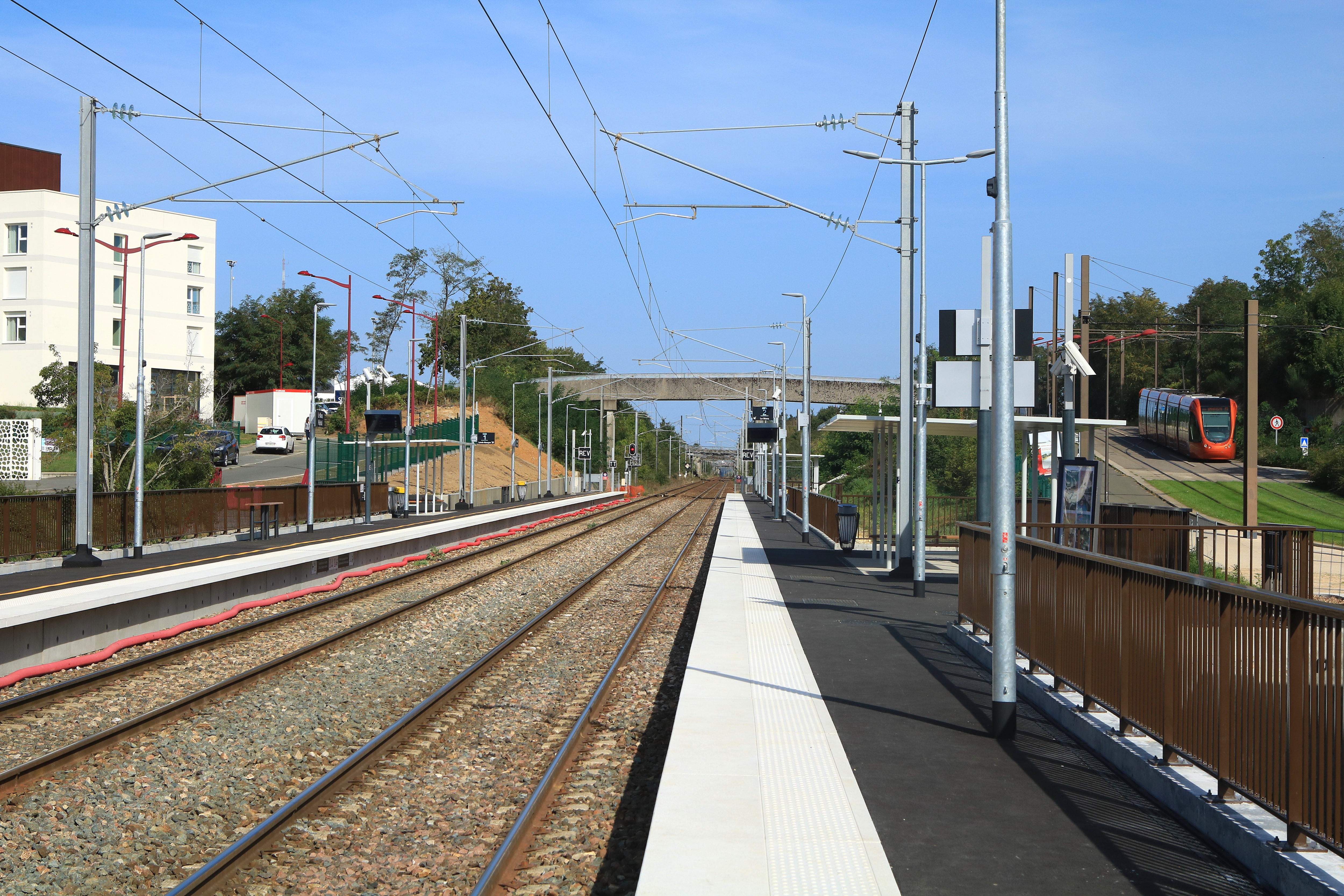
Vue générale des quais de la gare, en direction du nord (Laval et Alençon). Un tramway est visible à droite.

La station Hôpital de la ligne T1 du tramway du Mans est implantée à proximité de la halte. En outre, deux parkings payants (P1 et P2) sont disponibles.